# Kriegerdenkmal Frankfurt Rohmerplatz

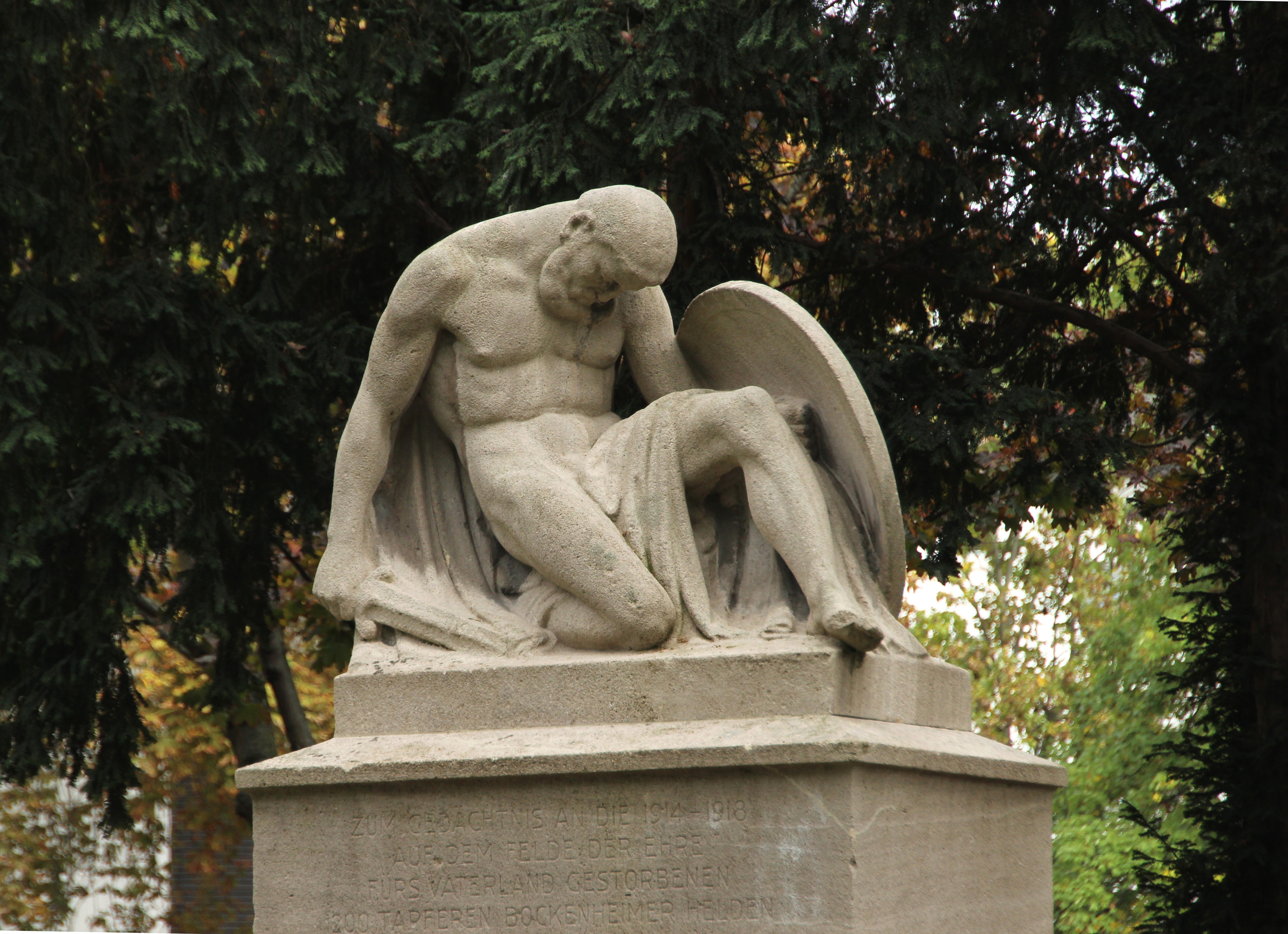
Denkmal am Rohmerplatz

Das Kriegerdenkmal Frankfurt Rohmerplatz ist ein Ehrenmal (Kriegerdenkmal) in Frankfurt am Main. Es erinnert an die 1.200 im Ersten Weltkrieg gefallenen Soldaten aus dessen westlichem Stadtteil Bockenheim. Das Denkmal wurde im Jahr 1925 auf dem Rohmerplatz inmitten einer Grünanlage südlich der Leipziger Straße errichtet.

## Inschriften
an der Vorderseite der Sockels„Zum  Gedächtnis an die 1914–1918 auf dem Felde der Ehre fürs Vaterland  gestorbenen 1.200 tapferen Bockenheimer Helden.“
an der Rückseite der Sockels„Errichtet vom Kriegerverein Bockenheim aus Anlass seines fünfzigjährigen Stiftungsfestes Gestiftet von den dankbaren Einwohnern Bockenheims.“

## Darstellung und Schöpfer
Die Plastik stellt einen knienden Krieger dar, der mit der linken Hand den Schild auf dem Boden stützt. Der Frankfurter Bildhauer Oskar Ufert (1876–1952), Mitglied der Frankfurter Künstlergesellschaft, schuf dieses Denkmal im Auftrag des Kriegervereins Bockenheim.

## Bauherr
Wie überall im neuen Deutschen Kaiserreich gründete sich auch 1875 in der Stadt Bockenheim ein Kriegerverein. Der Verein errichtete in seinem Gründungsjahr auf dem damaligen Friedhof am Rödelheimer Sandweg (heute Alter Friedhof Bockenheim an der so umbenannten Solmsstraße) ein Kriegerdenkmal für drei im Deutsch-Französischen Krieg 1870/71 gefallene Bockenheimer Bürger.
Bald wurde der Kriegerverein Bockenheim Teil des Kyffhäuserbundes, der sich zu einem der mitgliederstärksten Vereine des Deutschen Kaiserreiches entwickelte (1913: 2,8 Millionen Mitglieder). Jeweils am Volkstrauertag lässt die Stadt Frankfurt am Main hier einen Kranz niederlegen.